# Jacinto Gómez Mamani
Jacinto Eleodoro Gómez Mamani (Ilabaya, 3 de julio de 1949) es un político peruano. Fue alcalde de la provincia de Tacna, y alcalde del distrito de Alto de la Alianza durante cuatro periodos en 1986 y entre 1993 y 2006. 

## Biografía
Nació en el distrito de Ilabaya, provincia de Jorge Basadre, departamento de Tacna, el 3 de julio de 1949.  Cursó sus estudios primarios en su localidad natal y los secundarios en la ciudad de Tacna. No cursó estudios superiores
Su participación política se inició en las elecciones municipales complementarias de 1985 en las que fue elegido alcalde del recién creado distrito de Alto de la Alianza siendo el primer alcalde del mismo durante el año 1986. En las elecciones generales de 1990 fue candidato al congreso sin éxito. En las elecciones municipales de 1993 fue elegido nuevamente como alcalde de Alto de la Alianza y reelegido en 1995 y 1998. Tras tres periodos consecutivos en esa alcaldía distrital, en las elecciones municipales del 2002 fue elegido como alcalde de la provincia de Tacna. Tentó su reelección en las elecciones municipales del 2006 sin éxito.
En 2014 postula a las elecciones regionales para la presidencia del Gobierno Regional de Tacna con el partido Vamos Perú. En la primera vuelta, celebrada el 5 de octubre quedó en el segundo lugar de las preferencias electorales, detrás del candidato Omar Jiménez. Al no haber alcanzado ninguno de los candidatos el 30% de los votos emitidos, Jiménez y Gómez compitieron en segunda vuelta por la presidencia regional. Los resultados de la segunda vuelta electoral fueron; Jiménez 45.36% y Gómez 31.47%.
En el año 2009 fue condenado por delito de corrupción y malversación de fondos en su gobierno, siendo sentenciado a 3 años de pena privativa suspendida y con investigación en proceso.